# Streekomroep Weert
Streekomroep Weert is de publieke lokale omroep voor de gemeenten Weert en Nederweert in de Nederlandse provincie Limburg. De omroep houdt zich bezig met radio en kabelkrant. De radiopoot van de Streekomroep heeft als merknaam WeertFM.

## Bekende dj's die zijn begonnen bij WeertFM
- Joep Roelofsen